# Интегрин альфа-6
Интегрин альфа-6 (α6, CD49f) — мембранный белок, гликопротеин из надсемейства интегринов, продукт гена ITGA6, альфа-субъединица интегринов α6β1 и α6β4, рецепторов ламинина. Играет важную роль в связывании клеток эпителия.

## Функции
Интегрин альфа-6/бета-1 (α6β1, англ. very late antigen-6, VLA-6) является рецептором для ламинина, находящегося на поверхности тромбоцитов, а интегрин альфа-6/бета-4 (α6β4, TSP180) — рецептором для ламинина эпителиальных клеток, где он играет определяющую роль в формировании гемидесмосом. 
Взаимодействует с внутриклеточными белками HPS5 и RAB21.

## Структура
Интегрин альфа-6 — крупный белок, состоит из 1107 аминокислот, молекулярная масса белковой части — 126,6 кДа. N-концевой участок (1027 аминокислот) является внеклеточным, далее расположен единственный трансмембранный фрагмент и внутриклеточный фрагмент (54 аминокислоты). Внеклеточный фрагмент включает 7 FG-GAP-повторов и от 2 до 9 участков N-гликозилирования. Цитозольный участок включает GFFKR-мотив и участок связывания с HPS5. 
В процессе ограниченного протеолиза внутримолекулярная связь гидролизуется и образуются тяжёлая и лёгкая цепи, связанные дисульфидной связью.

## Тканевая специфичность
Интегрин α6β4 экспрессирован преимущественно в эпителиальных клетках, где играет важную роль в формировании межклеточных связей.

## Патология
Нарушения гена ITGA6 приводят к летальному буллёзному эпидермолизу с пилорической атрезией. Это аутосомное рецессивное, часто летальное, заболевание, которое характеризуется хрупкостью слизистой, аплазией кожных покровов, атрезией желудочно-кишечного тракта с нарушением привратника желудка (пилорической атрезией).

## См.также
- Интегрины
- Кластер дифференцировки